# 山伯英台 (1931年電影)
《山伯英台》是一部在1931年上映的荷屬東印度（今印度尼西亞）電影，由鄭丁春監製、執導和拍攝。故事改編自中國傳說《梁山伯與祝英台》，講述富家女祝英台和貧寒子弟梁山伯的愛情悲劇。結果這部電影在商業上取得成功，鄭氏後來也繼續把中國神話、傳說改編為電影。

## 故事大綱
祝英台家境富裕，卻愛上出身貧寒的梁山伯。後來，祝父為了保住榮華富貴，便把祝英台許配給縣太爺的兒子馬文才。他一方面把祝英台鎖在閨房，另一方面又派人襲擊梁山伯，令他傷重死亡。訂婚儀式辦完之後，終於到了出嫁的那一天，途中祝英台和迎親隊伍經過梁山伯的墳墓，突然天降暴雨，梁山伯的墳墓塌陷裂開，一心想跟愛人重聚的祝英台奔向墳墓，於是跳了下去。最後墳墓合上，雨勢也就停了下來。

## 製作
《山伯英台》的監製、導演兼攝影師鄭丁春是一位印尼華裔商人的兒子，到過美國洛杉磯接受電影訓練，執導處男作《花江的玫瑰》在1931年面世，雖然票房成績不錯，但是音質欠佳，遭到影評人的劣評，於是鄭氏便使用該片的票房收入採購攝錄器材，提升影片質素，並在不久後開拍《山伯英台》一片。和《花江的玫瑰》（改編自郭德懷的暢銷小說《花江的玫瑰》）一樣，《山伯英台》也是改編作品，這次他改編的作品《梁山伯與祝英台》本來是中國傳說，後來由當地的劇團搬上舞台，受到觀眾的歡迎。鄭丁春在改編劇本的時候，把故事的發生地點改為東印度群島。文獻沒有記載這部電影的演員陣容。

## 發行與反響
《山伯英台》由鄭丁春的希諾影業公司（Cino Motion Pictures）攝製，在1931上映，目標觀眾是當地華人，結果大收旺場。之後鄭氏又攝製了《八美圖》（Pat Bie To，1932年）、《八劍俠》（Pat Kiam Hiap，1933年）、《水淹金山》（Ouw Peh Tjoa，片名直譯《黑白蛇》；1934年）等多部從中國傳說取材，突出席拉武術（源於東南亞）的電影，同樣取得佳績，成功盈利，後來鄭丁春更成為當地電影業的霸主，直至阿尔贝特·巴林克執導的《月光曲》在1937年上映為止。
這部電影如今很可能已经散佚。美国视觉人类学家卡尔·G·海德認為，所有在1950年前制作的印尼电影均已散失。不过，J·B·克里斯坦托（J.B. Kristanto）在《印尼电影目录》中表示，印尼电影资料馆把好几部荷属东印度电影保存下來。印尼電影史學家米斯巴赫·尤薩·比蘭还指出荷兰政府新闻处收藏了几部日本宣传电影，使之留存至今。

## 備註
1. ↑  福建話拼音，以范歐普豪伊森拼音系統拼寫。

## 腳註
1. 1 2 3  Filmindonesia.or.id, Sam Pek Eng Tay.
2. 1 2 3  Biran 2009，第141頁.
3. ↑  Filmindonesia.or.id, The Teng Chun.
4. ↑  Filmindonesia.or.id, Boenga Roos.
5. 1 2  Biran 2009，第147–150頁.
6. ↑  Hutari 2011, Sejarah Awal.
7. ↑  Heider 1991.
8. ↑  Biran 2009.